# Hugleikur Dagsson
Hugleikur Dagsson, dit Hulli, né le 5 octobre 1977 à Akureyri, est un critique de film, dessinateur et dramaturge islandais.

## Biographie

### Origines familiales
Il est le fils du journaliste et écrivain Dagur Þorleifsson et de Ingibjörg Hjartardóttir (is), également écrivain.

### Études
Il est diplômé de l'Académie des arts d'Islande en 2002.

### Carrière
Parmi les dessinateurs qui l'ont inspiré, il cite Johnny Ryan, Sam Henderson et Bill Watterson.

## Œuvres

### Théâtre
- Forðist okkur (2006).
- Leg (2007).
- Baðstofan (2008).

### Bandes dessinées
- Elskið okkur (2002).
- Drepið okkur (2003).
- Ríðið okkur (2004).
- Forðist okkur (2005 ; Penguin, 2006).
- Bjargið okkur (2005 ; Penguin, 2007).
- Fermið okkur (2006).
- Fylgið okkur (2006).
- Eineygði kötturinn Kisi og hnakkarnir (2006).
- Ókei bæ ! (2007).
- Eineygði kötturinn Kisi og Leyndarmálið (2007).
- Kaupið okkur (2007).
- Garðarshólmi (2008).
- Eineygði kötturinn Kisi og Ástandið, fyrri hluti: Annus Horribilis (2008).
- Is This Some Kind of Joke (Penguin, 2008).
- Garðarshólmi, önnur skorpa (2009).
- Eineygði kötturinn Kisi og Ástandið, seinni hluti: Flóttinn frá Reykjavík (2009).
- Eineygði kötturinn Kisi og leyndardómar Eyjafjallajökuls (2010, avec Pétur Atli Antonsson).